# Quetzaltenango megye
Quetzaltenango Guatemala egyik megyéje. Az ország délnyugati részén terül el. Székhelye Quetzaltenango.

## Földrajz
Az ország délnyugati részén elterülő megye nyugaton és északnyugaton San Marcos, északon egy rövid szakaszon Huehuetenango, nyugaton Totonicapán és Sololá, délen egy rövid szakaszon Suchitepéquez és Retalhuleu megyével határos. Területén található a Santa María nevű aktív tűzhányó is.

## Népesség
Ahogy egész Guatemalában, a népesség növekedése Quetzaltenango megyében is gyors. A változásokat szemlélteti az alábbi táblázat:
| Év             | Lakosság |
| -------------- | -------- |
| 1981           | 366 949  |
| 1994           | 503 857  |
| 2002           | 624 716  |
| 2014 (becsült) | 844 906  |

### Nyelvek
2011-ben a lakosság 23,2%-a beszélte a mam, 25,9%-a a kicse, 0,1%-a a kekcsi és 0,9%-a a kakcsikel nyelvet.

## Képek

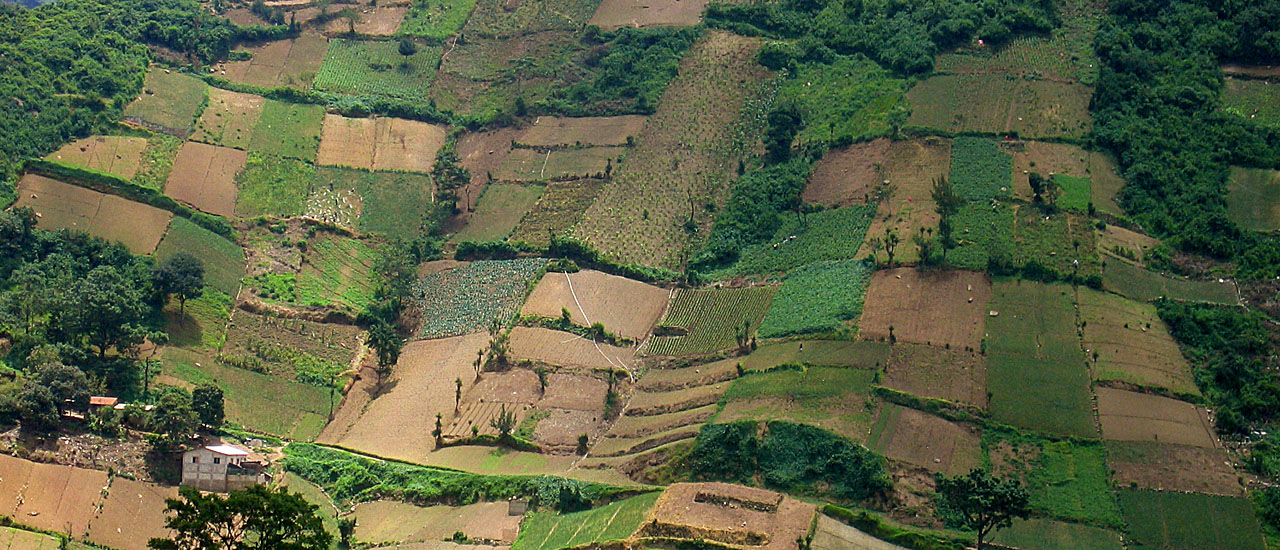
Tájkép
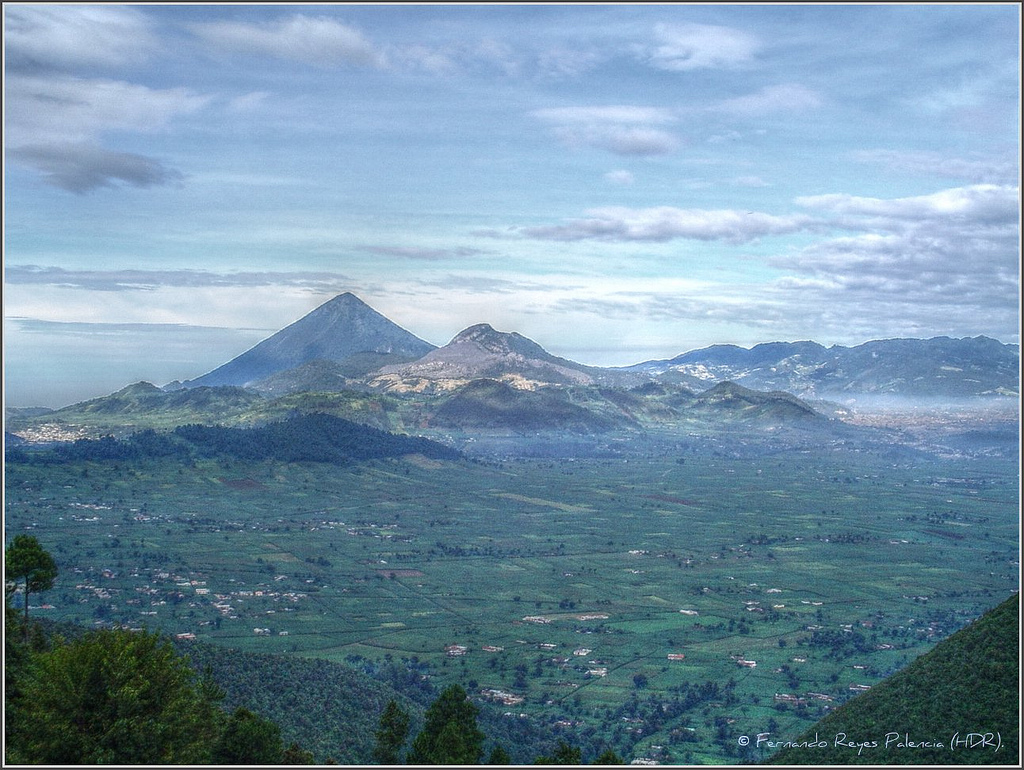
A Santa María tűzhányó
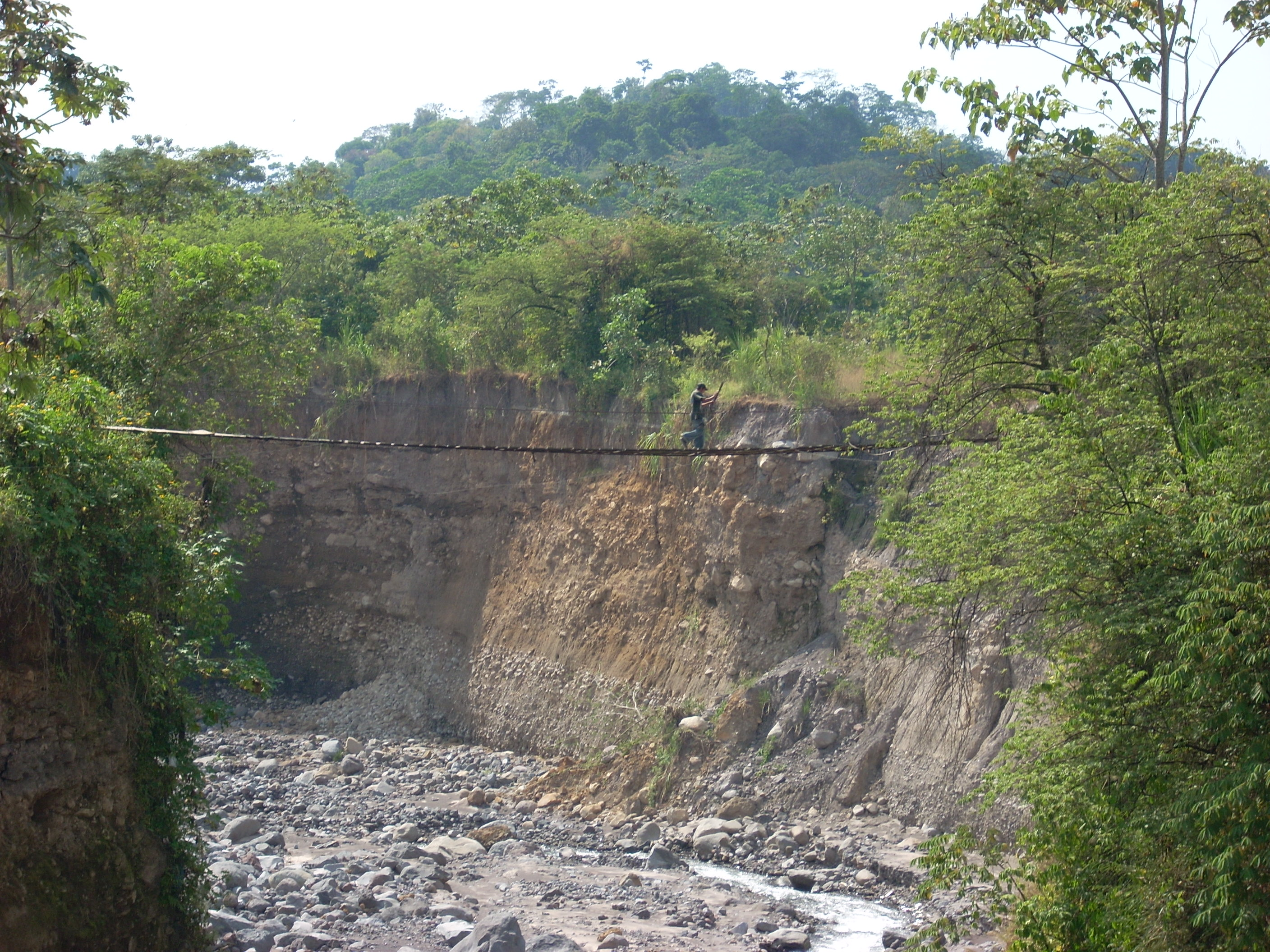
Híd El Palmar mellett
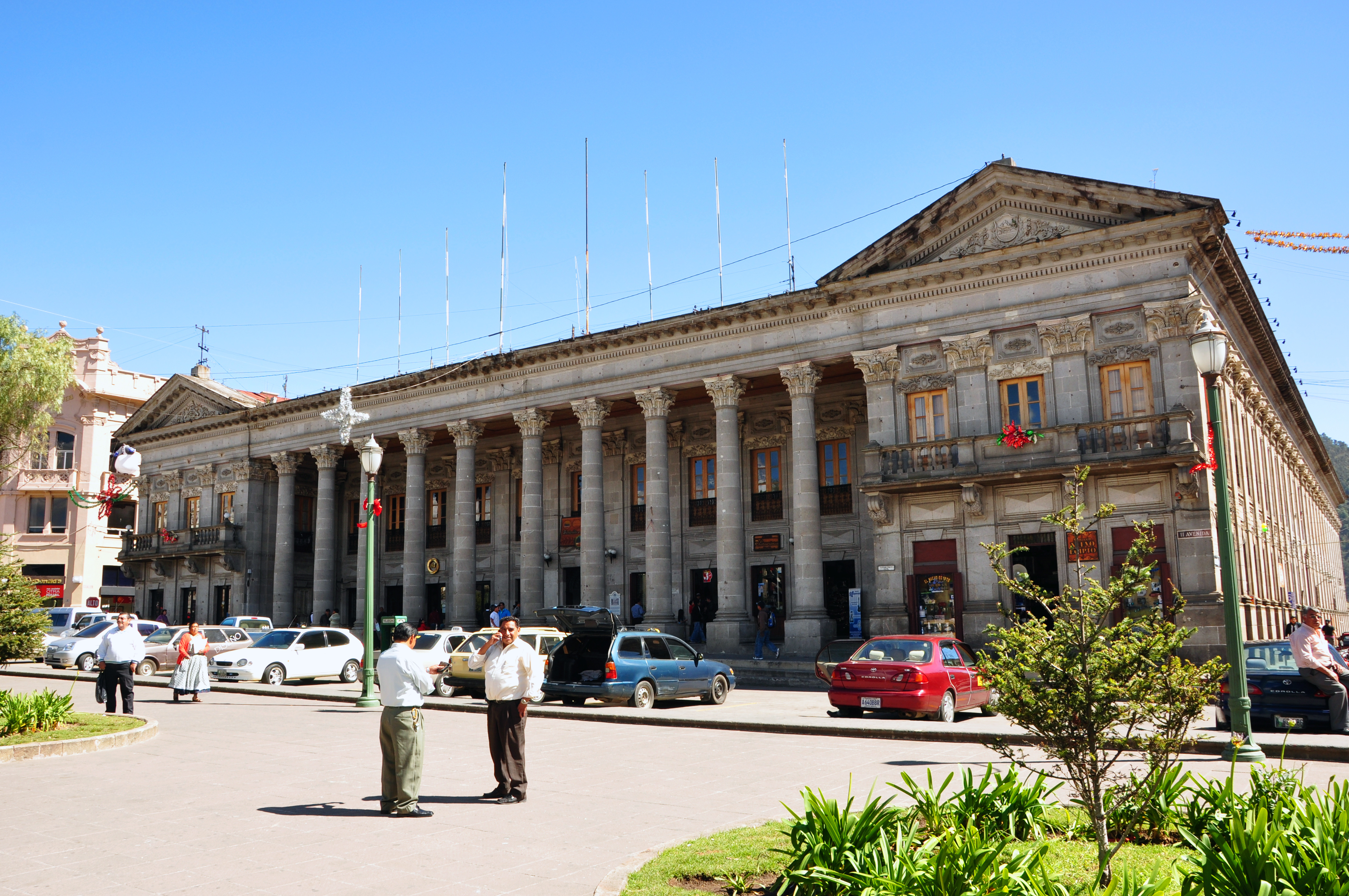
A quetzaltenangói községi palota